# Жеміна
Жеміна, Жяміна, Дейве, Перкунателе (лит. Žemyna, Perkūnaitėlė) — в литовській міфології богиня землі; персоніфікація землі.
У фольклорі виступає як дружина громовержця Перкунаса і займає в пантеоні друге місце після нього. Жеміна вважалася богинею родючості, їй присвячували хліб і пиво. Вона також мала владу над зміями і брала мертвих. День Жеміни святкували восени після жнив.